# Eleições parlamentares europeias de 2004 no distrito de Beja
| Eleições parlamentares europeias de 2004 em Portugal Distritos: Aveiro \| Beja \| Braga \| Bragança \| Castelo Branco \| Coimbra \| Évora \| Faro \| Guarda \| Leiria \| Lisboa \| Portalegre \| Porto \| Santarém \| Setúbal \| Viana do Castelo \| Vila Real \| Viseu \| Açores \| Madeira \| Estrangeiro |

## Resultados por Concelho
Os resultados nos concelhos do Distrito de Beja foram os seguintes:

### Aljustrel
| Partido                 | Partido                                         | Votos | %               | +/-  |
| ----------------------- | ----------------------------------------------- | ----- | --------------- | ---- |
|                         | Partido Socialista                              | 1 680 | 42,12 / 100,00  | 1,57 |
|                         | Coligação Democrática Unitária                  | 1 619 | 40,59 / 100,00  | 0,64 |
|                         | Força Portugal                                  | 285   | 7,14 / 100,00   | 1,32 |
|                         | Partido Comunista dos Trabalhadores Portugueses | 125   | 3,13 / 100,00   | 0,36 |
|                         | Bloco de Esquerda                               | 105   | 2,63 / 100,00   | 1,52 |
|                         | Outros                                          | 67    | 1,69 / 100,00   |      |
| Votos Inválidos         | Votos Inválidos                                 | 108   | 2,71 / 100,00   | 0,08 |
| Total                   | Total                                           | 3 989 | 100,00 / 100,00 |      |
| Eleitorado/Participação | Eleitorado/Participação                         | 9 259 | 43,08 / 100,00  | 1,57 |

### Almodôvar
| Partido                 | Partido                                         | Votos | %               | +/-  |
| ----------------------- | ----------------------------------------------- | ----- | --------------- | ---- |
|                         | Partido Socialista                              | 1 466 | 56,82 / 100,00  | 1,13 |
|                         | Força Portugal                                  | 570   | 22,09 / 100,00  | 1,05 |
|                         | Coligação Democrática Unitária                  | 226   | 8,76 / 100,00   | 3,79 |
|                         | Bloco de Esquerda                               | 90    | 3,49 / 100,00   | 2,38 |
|                         | Partido Comunista dos Trabalhadores Portugueses | 66    | 2,56 / 100,00   | 0,75 |
|                         | Outros                                          | 75    | 2,91 / 100,00   |      |
| Votos Inválidos         | Votos Inválidos                                 | 87    | 3,38 / 100,00   | 0,42 |
| Total                   | Total                                           | 2 580 | 100,00 / 100,00 |      |
| Eleitorado/Participação | Eleitorado/Participação                         | 7 606 | 33,92 / 100,00  | 2,83 |

### Alvito
| Partido                 | Partido                                         | Votos | %               | +/-  |
| ----------------------- | ----------------------------------------------- | ----- | --------------- | ---- |
|                         | Partido Socialista                              | 317   | 39,14 / 100,00  | 0,07 |
|                         | Coligação Democrática Unitária                  | 262   | 32,35 / 100,00  | 0,31 |
|                         | Força Portugal                                  | 140   | 17,28 / 100,00  | 0,56 |
|                         | Bloco de Esquerda                               | 25    | 3,09 / 100,00   | 1,48 |
|                         | Partido Comunista dos Trabalhadores Portugueses | 24    | 2,96 / 100,00   | 0,67 |
|                         | Outros                                          | 18    | 2,22 / 100,00   |      |
| Votos Inválidos         | Votos Inválidos                                 | 24    | 2,96 / 100,00   | 0,26 |
| Total                   | Total                                           | 810   | 100,00 / 100,00 |      |
| Eleitorado/Participação | Eleitorado/Participação                         | 2 116 | 38,28 / 100,00  | 6,63 |

### Barrancos
| Partido                 | Partido                                         | Votos | %               | +/-   |
| ----------------------- | ----------------------------------------------- | ----- | --------------- | ----- |
|                         | Partido Socialista                              | 254   | 53,47 / 100,00  | 2,90  |
|                         | Coligação Democrática Unitária                  | 113   | 23,79 / 100,00  | 6,66  |
|                         | Força Portugal                                  | 54    | 11,37 / 100,00  | 3,15  |
|                         | Partido Comunista dos Trabalhadores Portugueses | 15    | 3,16 / 100,00   | 0,24  |
|                         | Bloco de Esquerda                               | 12    | 2,53 / 100,00   | 1,68  |
|                         | Outros                                          | 6     | 1,26 / 100,00   |       |
| Votos Inválidos         | Votos Inválidos                                 | 21    | 4,42 / 100,00   | 0,68  |
| Total                   | Total                                           | 475   | 100,00 / 100,00 |       |
| Eleitorado/Participação | Eleitorado/Participação                         | 1 618 | 29,36 / 100,00  | 13,22 |

### Beja
| Partido                 | Partido                                         | Votos  | %               | +/-  |
| ----------------------- | ----------------------------------------------- | ------ | --------------- | ---- |
|                         | Partido Socialista                              | 5 228  | 44,16 / 100,00  | 2,26 |
|                         | Coligação Democrática Unitária                  | 3 430  | 28,97 / 100,00  | 3,58 |
|                         | Força Portugal                                  | 1 822  | 15,39 / 100,00  | 1,75 |
|                         | Bloco de Esquerda                               | 519    | 4,38 / 100,00   | 2,19 |
|                         | Partido Comunista dos Trabalhadores Portugueses | 303    | 2,56 / 100,00   | 0,44 |
|                         | Outros                                          | 190    | 1,61 / 100,00   |      |
| Votos Inválidos         | Votos Inválidos                                 | 348    | 2,94 / 100,00   | 0,15 |
| Total                   | Total                                           | 11 840 | 100,00 / 100,00 |      |
| Eleitorado/Participação | Eleitorado/Participação                         | 29 847 | 39,67 / 100,00  | 2,41 |

### Castro Verde
| Partido                 | Partido                                         | Votos | %               | +/-  |
| ----------------------- | ----------------------------------------------- | ----- | --------------- | ---- |
|                         | Partido Socialista                              | 1 102 | 44,40 / 100,00  | 2,56 |
|                         | Coligação Democrática Unitária                  | 797   | 32,11 / 100,00  | 1,00 |
|                         | Força Portugal                                  | 252   | 10,15 / 100,00  | 1,99 |
|                         | Bloco de Esquerda                               | 128   | 5,16 / 100,00   | 3,10 |
|                         | Partido Comunista dos Trabalhadores Portugueses | 90    | 3,63 / 100,00   | 0,26 |
|                         | Outros                                          | 44    | 1,76 / 100,00   |      |
| Votos Inválidos         | Votos Inválidos                                 | 69    | 2,78 / 100,00   | 0,11 |
| Total                   | Total                                           | 2 482 | 100,00 / 100,00 |      |
| Eleitorado/Participação | Eleitorado/Participação                         | 6 287 | 39,48 / 100,00  | 2,29 |

### Cuba
| Partido                 | Partido                                         | Votos | %               | +/-  |
| ----------------------- | ----------------------------------------------- | ----- | --------------- | ---- |
|                         | Partido Socialista                              | 705   | 44,20 / 100,00  | 0,95 |
|                         | Coligação Democrática Unitária                  | 564   | 35,36 / 100,00  | 0,53 |
|                         | Força Portugal                                  | 152   | 9,53 / 100,00   | 1,76 |
|                         | Partido Comunista dos Trabalhadores Portugueses | 55    | 3,45 / 100,00   | 0,11 |
|                         | Bloco de Esquerda                               | 48    | 3,01 / 100,00   | 2,13 |
|                         | Outros                                          | 19    | 1,19 / 100,00   |      |
| Votos Inválidos         | Votos Inválidos                                 | 52    | 3,26 / 100,00   | 0,84 |
| Total                   | Total                                           | 1 595 | 100,00 / 100,00 |      |
| Eleitorado/Participação | Eleitorado/Participação                         | 4 177 | 38,19 / 100,00  | 3,51 |

### Ferreira do Alentejo
| Partido                 | Partido                                         | Votos | %               | +/-  |
| ----------------------- | ----------------------------------------------- | ----- | --------------- | ---- |
|                         | Partido Socialista                              | 1 577 | 50,87 / 100,00  | 1,78 |
|                         | Coligação Democrática Unitária                  | 841   | 27,13 / 100,00  | 2,45 |
|                         | Força Portugal                                  | 368   | 11,87 / 100,00  | 1,55 |
|                         | Partido Comunista dos Trabalhadores Portugueses | 94    | 3,03 / 100,00   | 0,15 |
|                         | Bloco de Esquerda                               | 82    | 2,65 / 100,00   | 1,85 |
|                         | Outros                                          | 58    | 1,86 / 100,00   |      |
| Votos Inválidos         | Votos Inválidos                                 | 80    | 2,58 / 100,00   | 0,07 |
| Total                   | Total                                           | 3 100 | 100,00 / 100,00 |      |
| Eleitorado/Participação | Eleitorado/Participação                         | 8 091 | 38,31 / 100,00  | 8,13 |

### Mértola
| Partido                 | Partido                                         | Votos | %               | +/-  |
| ----------------------- | ----------------------------------------------- | ----- | --------------- | ---- |
|                         | Partido Socialista                              | 1 258 | 40,76 / 100,00  | 1,00 |
|                         | Coligação Democrática Unitária                  | 1 177 | 38,14 / 100,00  | 0,25 |
|                         | Força Portugal                                  | 251   | 8,13 / 100,00   | 2,71 |
|                         | Partido Comunista dos Trabalhadores Portugueses | 152   | 4,93 / 100,00   | 0,14 |
|                         | Bloco de Esquerda                               | 87    | 2,82 / 100,00   | 1,83 |
|                         | Outros                                          | 68    | 2,20 / 100,00   |      |
| Votos Inválidos         | Votos Inválidos                                 | 93    | 3,02 / 100,00   | 0,18 |
| Total                   | Total                                           | 3 086 | 100,00 / 100,00 |      |
| Eleitorado/Participação | Eleitorado/Participação                         | 7 949 | 38,82 / 100,00  | 3,69 |

### Moura
| Partido                 | Partido                                         | Votos  | %               | +/-  |
| ----------------------- | ----------------------------------------------- | ------ | --------------- | ---- |
|                         | Partido Socialista                              | 2 002  | 49,70 / 100,00  | 1,91 |
|                         | Coligação Democrática Unitária                  | 1 094  | 27,16 / 100,00  | 2,48 |
|                         | Força Portugal                                  | 530    | 13,16 / 100,00  | 1,12 |
|                         | Partido Comunista dos Trabalhadores Portugueses | 115    | 2,86 / 100,00   | 0,51 |
|                         | Bloco de Esquerda                               | 106    | 2,63 / 100,00   | 1,60 |
|                         | Outros                                          | 68     | 1,67 / 100,00   |      |
| Votos Inválidos         | Votos Inválidos                                 | 113    | 2,80 / 100,00   | 0,30 |
| Total                   | Total                                           | 4 028  | 100,00 / 100,00 |      |
| Eleitorado/Participação | Eleitorado/Participação                         | 14 190 | 28,39 / 100,00  | 1,75 |

### Odemira
| Partido                 | Partido                                         | Votos  | %               | +/-  |
| ----------------------- | ----------------------------------------------- | ------ | --------------- | ---- |
|                         | Partido Socialista                              | 4 419  | 50,28 / 100,00  | 0,89 |
|                         | Coligação Democrática Unitária                  | 1 947  | 22,15 / 100,00  | 2,05 |
|                         | Força Portugal                                  | 1 218  | 13,86 / 100,00  | 2,84 |
|                         | Partido Comunista dos Trabalhadores Portugueses | 315    | 3,58 / 100,00   | 0,58 |
|                         | Bloco de Esquerda                               | 266    | 3,03 / 100,00   | 1,98 |
|                         | Outros                                          | 257    | 2,93 / 100,00   |      |
| Votos Inválidos         | Votos Inválidos                                 | 367    | 4,18 / 100,00   | 0,62 |
| Total                   | Total                                           | 8 789  | 100,00 / 100,00 |      |
| Eleitorado/Participação | Eleitorado/Participação                         | 22 474 | 39,11 / 100,00  | 0,77 |

### Ourique
| Partido                 | Partido                                         | Votos | %               | +/-  |
| ----------------------- | ----------------------------------------------- | ----- | --------------- | ---- |
|                         | Partido Socialista                              | 929   | 44,84 / 100,00  | 2,88 |
|                         | Força Portugal                                  | 540   | 26,06 / 100,00  | 4,80 |
|                         | Coligação Democrática Unitária                  | 366   | 17,66 / 100,00  | 1,58 |
|                         | Bloco de Esquerda                               | 50    | 2,41 / 100,00   | 1,63 |
|                         | Partido Comunista dos Trabalhadores Portugueses | 47    | 2,27 / 100,00   | 0,22 |
|                         | Outros                                          | 52    | 2,51 / 100,00   |      |
| Votos Inválidos         | Votos Inválidos                                 | 88    | 4,24 / 100,00   | 1,09 |
| Total                   | Total                                           | 2 072 | 100,00 / 100,00 |      |
| Eleitorado/Participação | Eleitorado/Participação                         | 5 493 | 37,72 / 100,00  | 2,40 |

### Serpa
| Partido                 | Partido                                         | Votos  | %               | +/-  |
| ----------------------- | ----------------------------------------------- | ------ | --------------- | ---- |
|                         | Coligação Democrática Unitária                  | 2 389  | 43,98 / 100,00  | 1,34 |
|                         | Partido Socialista                              | 1 878  | 34,57 / 100,00  | 1,33 |
|                         | Força Portugal                                  | 658    | 12,11 / 100,00  | 1,52 |
|                         | Partido Comunista dos Trabalhadores Portugueses | 171    | 3,15 / 100,00   | 0,40 |
|                         | Bloco de Esquerda                               | 112    | 2,06 / 100,00   | 1,18 |
|                         | Outros                                          | 82     | 1,51 / 100,00   |      |
| Votos Inválidos         | Votos Inválidos                                 | 142    | 2,61 / 100,00   | 0,48 |
| Total                   | Total                                           | 5 432  | 100,00 / 100,00 |      |
| Eleitorado/Participação | Eleitorado/Participação                         | 14 596 | 37,22 / 100,00  | 0,95 |

### Vidigueira
| Partido                 | Partido                                         | Votos | %               | +/-  |
| ----------------------- | ----------------------------------------------- | ----- | --------------- | ---- |
|                         | Partido Socialista                              | 943   | 46,66 / 100,00  | 6,48 |
|                         | Coligação Democrática Unitária                  | 587   | 29,05 / 100,00  | 2,90 |
|                         | Força Portugal                                  | 232   | 11,48 / 100,00  | 4,62 |
|                         | Partido Comunista dos Trabalhadores Portugueses | 73    | 3,61 / 100,00   | 0,89 |
|                         | Bloco de Esquerda                               | 68    | 3,36 / 100,00   | 2,49 |
|                         | Outros                                          | 48    | 2,38 / 100,00   |      |
| Votos Inválidos         | Votos Inválidos                                 | 70    | 3,46 / 100,00   | 0,04 |
| Total                   | Total                                           | 2 021 | 100,00 / 100,00 |      |
| Eleitorado/Participação | Eleitorado/Participação                         | 5 382 | 37,55 / 100,00  | 4,43 |